# 福島市道19号鎌田笹谷線
福島市道19号鎌田笹谷線（ふくしましどう19ごう かまたささやせん）は、福島県福島市にある一級市道・農免道路である。

## 概要

### 路線データ
- 起点：福島市笹谷字出水田
- 終点：福島市岡島字向
- 路線延長：7.1439km
- 路線認定年月日：1983年（昭和58年）2月8日

### 概要の詳細
1968年（昭和43年）4月、北福島地区農免道路として開通。福島市内で「農免道路」というとこの道路を指すことが多い。福島市街地北部を東西にほぼ一直線に横断し、国道4号と国道13号を連絡する幹線道路となっている。1972年（昭和47年）10月には国道4号と国道13号の間の沿線に福島市中央卸売市場が開設され、その周辺が卸売団地として発展、また国道13号から西側にかけての区間も含め物流業者の拠点や福島トラックターミナルが建設され、福島県北地方の物流拠点として発展している。この区間ではロードサイド店の建設も盛んに行われ、大型スーパーやレンタルショップ、ホームセンター、電器店、カーディーラー、カー用品店、飲食店が多数軒を連ねる様になった。
一方、国道4号、鎌田大橋から東側の阿武隈川東岸の地域は田畑や果樹園が広がる農村風景が広がり、ほとんど商業化は行われていない。ここは直線道路の直後に直角に曲がる急カーブが2回連続する区間であり、スピード超過による事故が多発する区間でもある。
途中、JR東北本線との踏切が存在したが、阿武隈急行矢野目信号場の建設のためにS字カーブを描くアンダーパス道路に切り替えられ踏切は廃止された。現在でもアンダーパス東側から北に分岐する旧道跡に東北本線上り線との踏切跡地が確認できる。もう一箇所の鉄道交差部分である福島交通飯坂線との交差は幹線道路である福島県道3号福島飯坂線（飯坂街道）と近接しているため、立体化は行われておらず、踏切連動式信号機が用いられている。

## 交差する路線
- 福島県道4号福島保原線（保原街道）（岡島向交差点：起点）
- 国道4号（鎌田交差点）
- JR東北本線
- 国道13号（万世大路）（北矢野目交差点）
- 福島県道3号福島飯坂線（飯坂街道）・福島交通飯坂線（桜水交差点）
- 福島県道312号折戸笹谷線（旧萬世大路：終点）

## 沿線
- ドン・キホーテ福島店
- リオンドール鎌田店・岩瀬書店鎌田店
- 福島市公設地方卸売市場
- JR貨物東福島駅・阿武隈急行矢野目信号場
- マルハン福島店
- コープふくしま笹谷店

## 道路施設
- 鎌田大橋（阿武隈川）